# Удружење „Српски кривак”
Удружење „Српски кривак“ је невладино, неполитичко и непрофитно удружење грађана, са циљем окупљања, дружења и сарадње слободно мислећих, угледних и успешних људи, под геслом „Мисли српски, делај светски“.
Основано 6. јуна 2010. године, у Селевцу, на њиви Драгослава Лазића засејаној „Српским Криваком“, посебном врстом домаћег кукуруза беле боје. Председник Скупштине друштва је проф. др Божидар Раденковић, редовни професор универзитета.

## Награда Српски кривак
Годишња награда „Српски кривак“ додељује се за нарочите заслуге и достигнућа у професионалним и/или друштвеним активностима као што су наука, етика и естетика, култура, спорт, медији...
Признање се састоји од фигуре клипа кукуруза изливеног у бронзи, плакете и приступнице друштву „Српски кривак“.